# Henry George Raverty
Henry George Raverty, född den 31 oktober 1825 i Falmouth, Cornwall, död den 20 maj 1906 i Grampound Road, var en engelsk militär i den angloindiska armén.
Raverty hade i mitten av 1800-talet (1843–1859) under engelsmännens operationer mot afghanerna rikt tillfälle att på nära håll studera deras språk och folkpoesi. Hans därom offentliggjorda arbeten, som är av synnerlig vikt för studiet av afghanskan och ligger till grund för flera senare vetenskapliga arbetena därom, är A grammar of Puk'hto, Pus'hto or language of the Afghans (1855; 3:e upplagan 1867), A dictionary of the Pus'hto (1860; 2:a upplagan 1867), The Gulshan-i-Roh; being selections, prose and poetical, in the Pushto or Afghan language (1860; 2:a upplagan 1867), översättning härav: Selections from the poetry of the Afghans (1862; 2:a upplagan 1867). Raverty skrev även Notes on Afghanistan and Baluchistan (1880-1883), vilket arbete innehåller på sin tid viktiga bidrag till dessa länders topografi och etnologi samt där boende stammars seder och bruk.